# Kvarteret Sergeanten

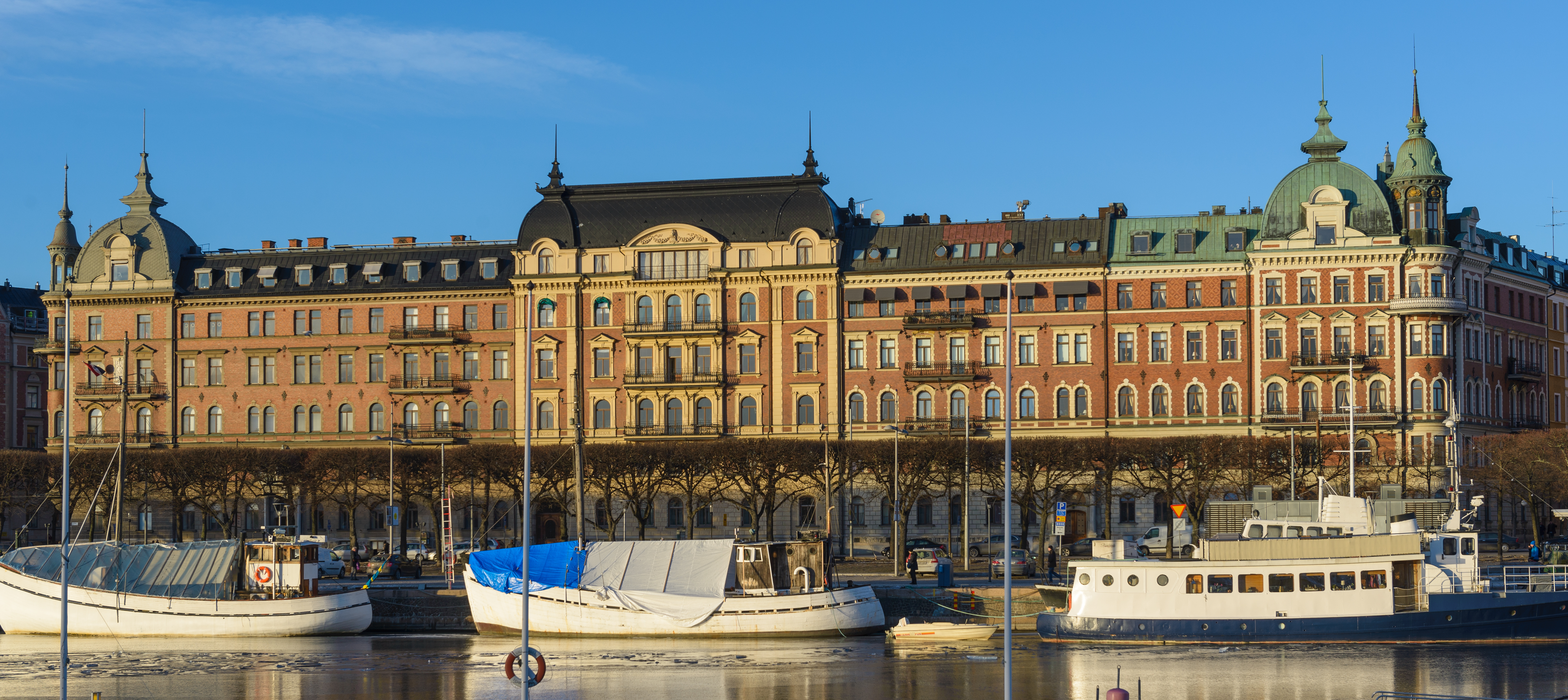
Strandvägen 35–41.

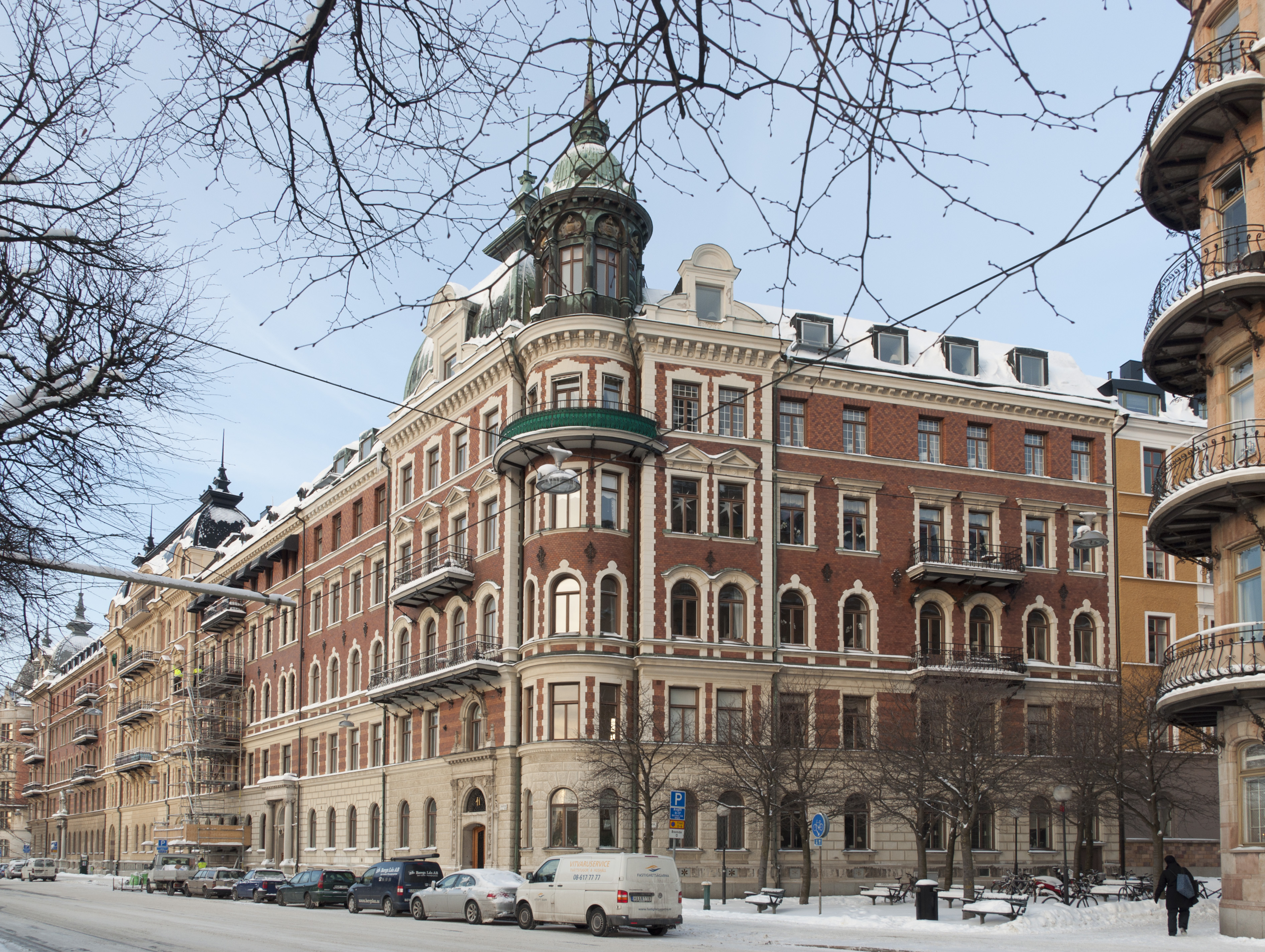
Kvarteret sett från sydost med Sergeanten 6 närmast.

Kvarteret Sergeanten är ett kvarter på Östermalm i Stockholm. Kvarteret begränsas av Riddargatan i norr, av Banérgatan i öster, av Strandvägen i söder och av Torstenssonsgatan i väster. Kvarteret består av åtta fastigheter, Sergeanten 1–8. Fastigheterna Sergeanten 1, 6, 7, 8 vetter mot Strandvägen och har en av arkitekt Johan Laurentz samkomponerad huvudfasad.
De mot Strandvägen vettande husen, Strandvägen 35–41, är uppförda 1890–1892 och är ritade av Johan Laurentz. 
De fyra fastigheterna på sydsidan av kvarteret har lika många byggherrar. Laurentz samordnade husen genom att låta nummer 37 bilda ett lätt förskjutet mittparti, betonat av ett högt och brant tak samt tre balkonger. Husens fasader är tegel, medan bottenvåningen och fönsteromfattningar är i puts. Synliga ankarslutar mellan tredje och fjärde våningen markerar bjälklagets plats.
Husens entréer är extra påkostade och i samtliga dessa lades svart- och vitrutiga golv och taken dekorerades rikligen. Samtliga entréer är dessutom särskilt utsmyckade, var och en i en särpräglad stil. I nummer 35 är väggarna marmorerade med gröna pilastrar försedda med valvbågar och i nummer 37 finns en grönmarmorerad bröstpanel med kraftiga kapitäl. I 39:an finns på vardera långväggen en landskapsmålning omgiven av två målningar föreställande allegoriska kvinnogestalter och i 41:an, på båda sidor om trappan, antika gudar skulpterade i gips.

## Referenser

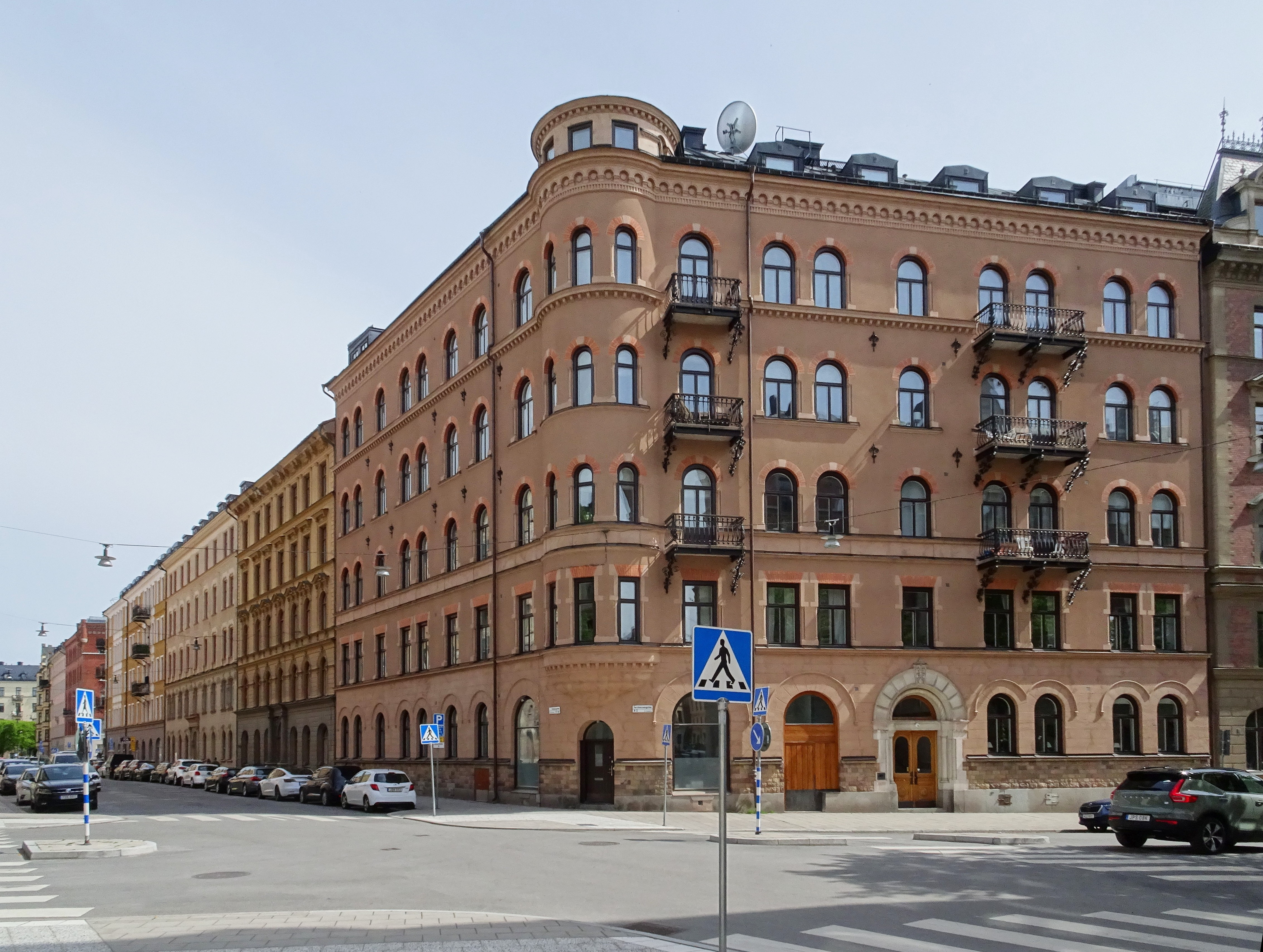
Kvarteret mot Riddargatan sett från nordväst med Sergeanten 2 närmast.

## Arkitekterna
Ariktekt för kvarterets front mot Strandvägen var Johan Laurentz. Banérgatan 3 ritades av Oscar Holm, Riddargatan 68 och 72 av respektive Hjalmar Eriksson och J.A. Vallin, samt Torstenssonsgatan 4 av Anders Höög.

## Historik
Innan kvarteret Sergeanten bildades låg här storkvarteret Terra Nova Större, som sträckte sig ända upp till Storgatan och mellan Grev Magnigatan i väster och ungefär fram till dagens Oxenstiernsgatan i öster. På 1600-talet ägdes området av greven Anders Torstensson, på Petrus Tillaeus karta från 1733 kallat Grefe Torstensonske. På 1700-talet låg skeppsvarvet Terra nova i områdets västra del, intill Grev Magnigatan. Fram till 1880-talet hade här Andra livgardet sina kaserner och exercisplats. På den stora tomten fanns bara några få byggnader som revs i slutet av 1880-talet. Liksom kvarteret Sergeanten uppkallades grannkvarteren Korporalen, Beväringen, Kasernen, Lägret med flera efter den tidigare militära verksamheten.

### Kvarteret genom tiden

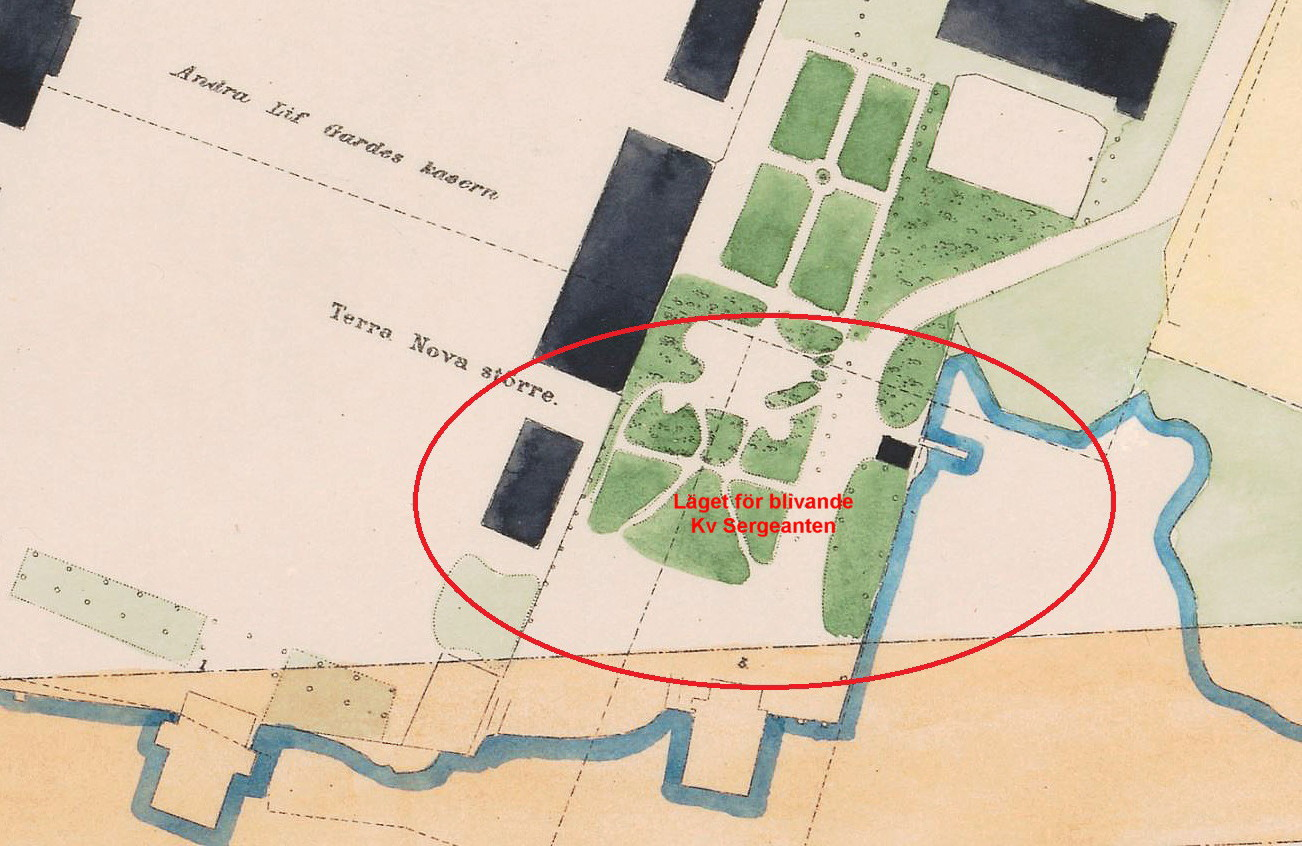
1863.
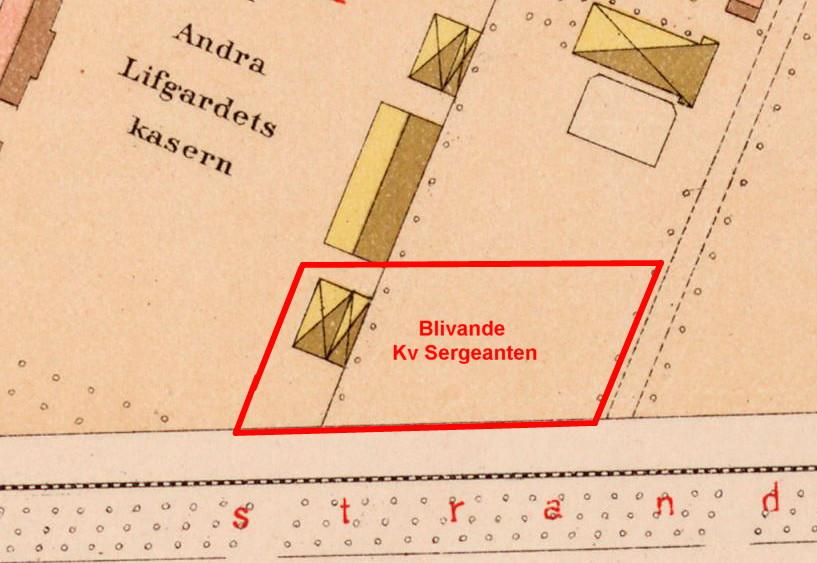
1885.
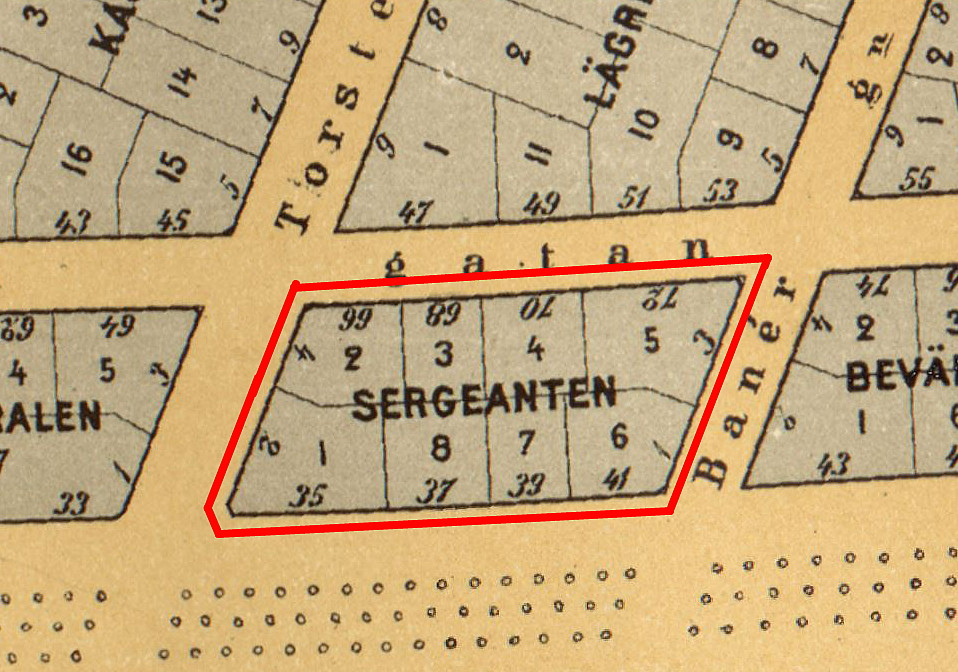
1899.
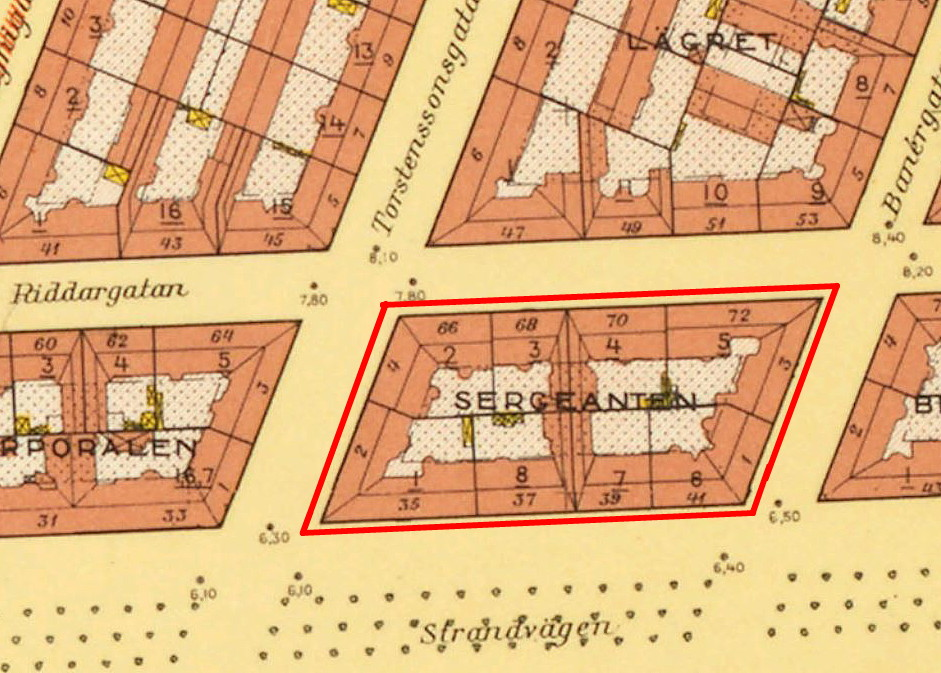
1940.

### Sergeantens fastigheter

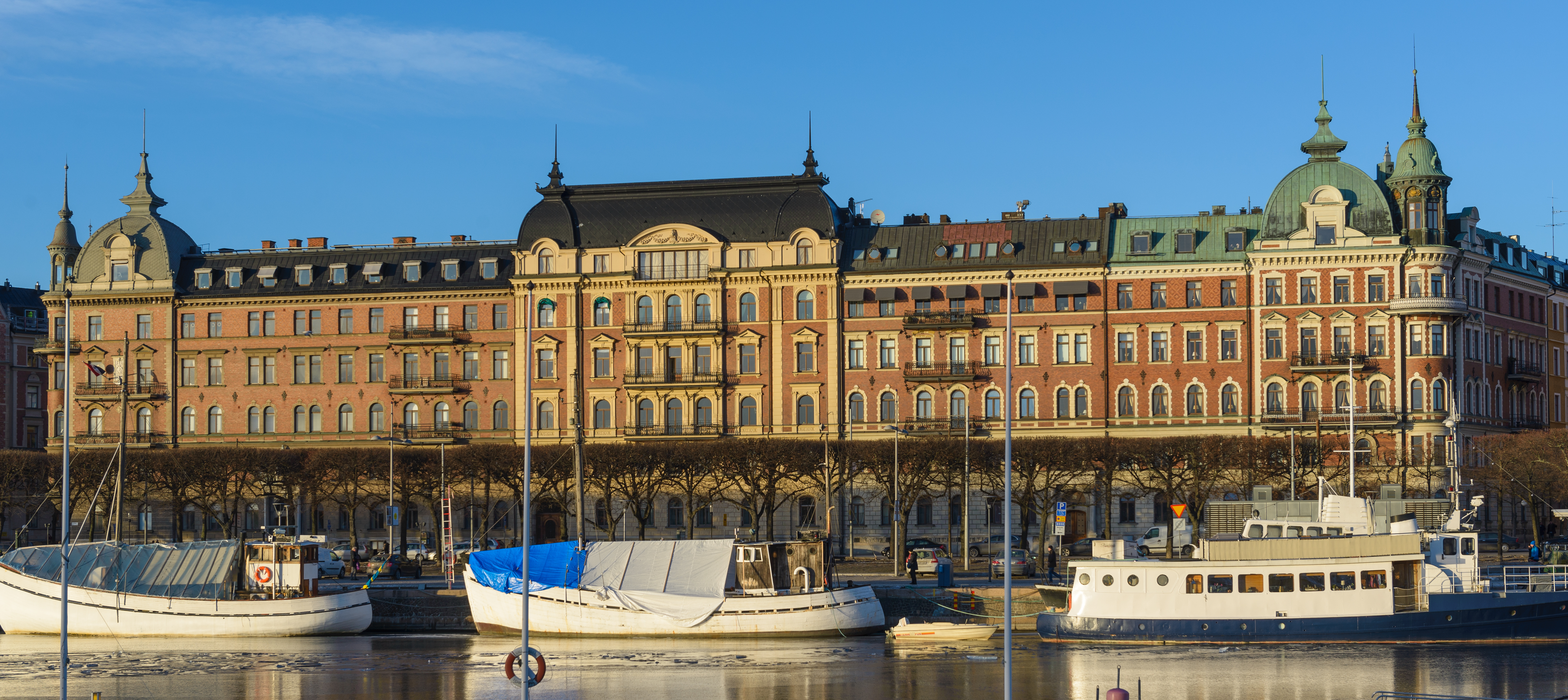
Serganten 1, 8, 7 och 6 (Strandvägen 35–41).

- Sergeanten 1 (Strandvägen 35), byggår 1892, arkitekt Johan Laurentz.
- Sergeanten 2 (Torstenssonsgatan 4), byggår 1897, arkitekt Kjellberg och Dorph.[2]
- Sergeanten 3 (Riddargatan 68), byggår 1892, arkitekt Johan Arvid Vallin.[3]
- Sergenaten 4 (Riddargatan 70), byggår 1896, arkitekt Oscar Holm.[4]
- Sergeanten 5 (Banérgatan 3), byggår 1897, arkitekt Kjellberg och Dorph.[5]
- Sergeanten 6 (Strandvägen 41), byggår 1892, arkitekt Johan Laurentz.[6]
- Sergeanten 7 (Strandvägen 39), byggår 1891, arkitekt Johan Laurentz.[7]
- Sergeanten 8 (Strandvägen 37), byggår 1891, arkitekt Johan Laurentz.[8]

### Bebyggelsens kulturhistorisk klassificering
Fastigheterna Sergeanten 1, 6, 7 och 8 är blåmärkta av Stadsmuseet i Stockholm, vilket är det starkaste skyddet och innebär "att bebyggelsen bedöms ha synnerligen höga kulturhistoriska värden". Kvarterets övriga fastigheter är grönmärka och bedöms av Stadsmuseet som "särskilt värdefulla från historisk, kulturhistorisk, miljömässig eller konstnärlig synpunkt".